# Словацкие партизаны

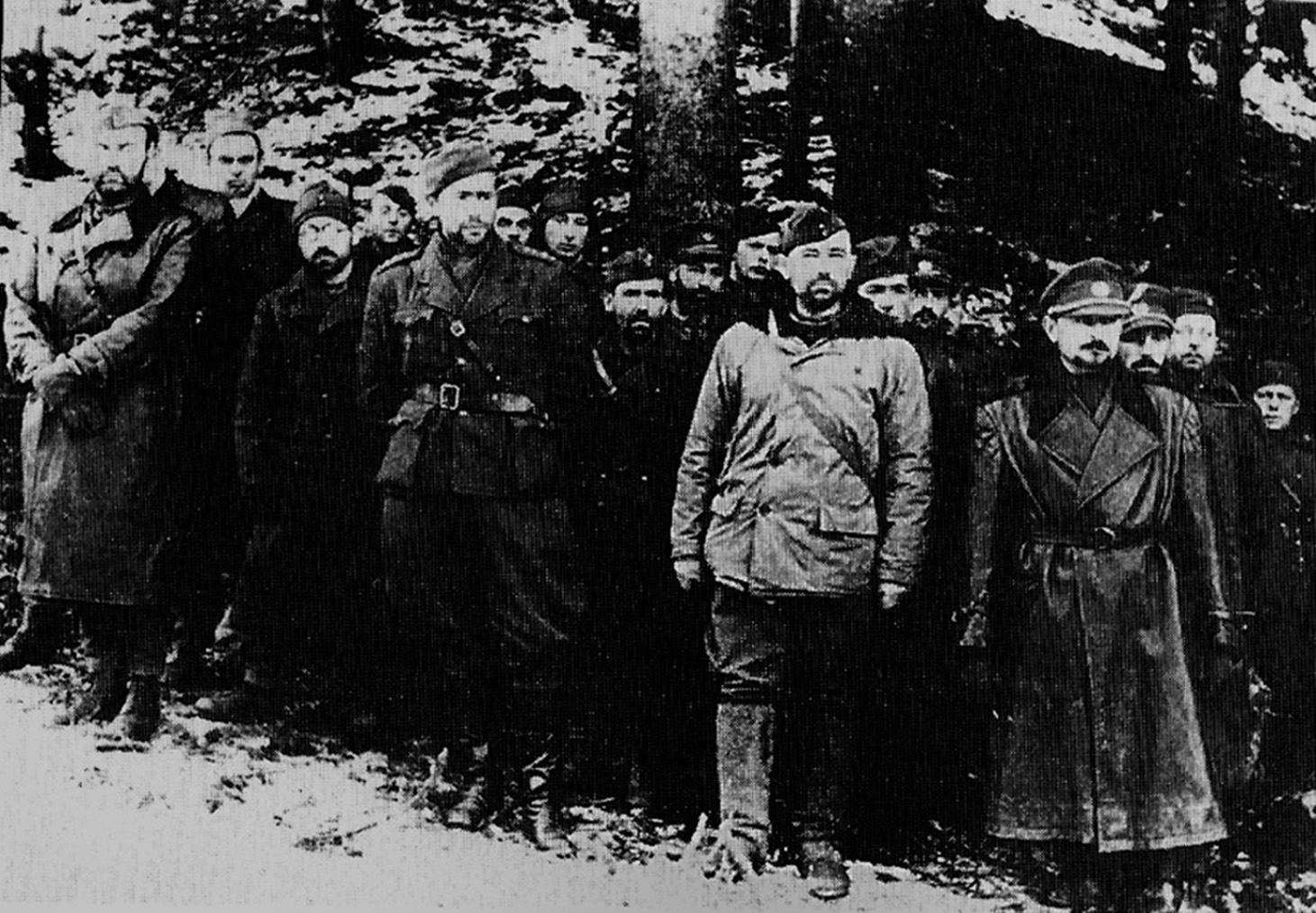
Станислав Рейтар, лётчик партизанских ВВС Словакии, и офицеры и солдаты 2-й Чехословацкой партизанской бригады

Словацкие партизаны (словен. Slovenskí partizáni) — собирательное название бойцов нерегулярных воинских формирований, участвовавших в сопротивлении против гитлеровцев и словацких фашистов во время Второй мировой войны. Принимали участие в Словацком национальном восстании.

## Краткая история

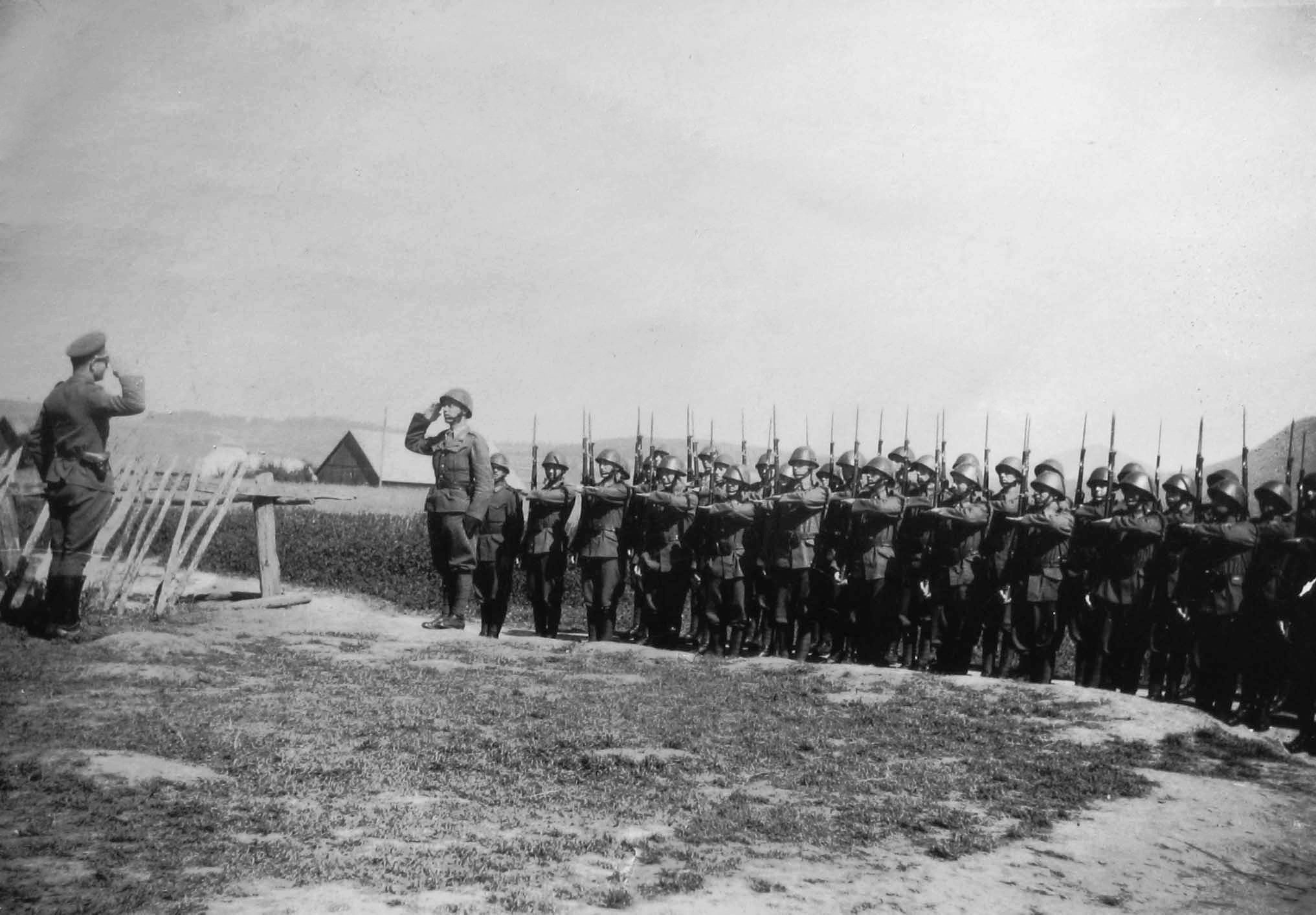
Личный состав 18-й батареи ПВО, участвовавшей в Словацком национальном восстании

Первые антифашистские партизанские отряды появились в 1939 году после образования Первой Словацкой республики: в их рядах сражались мужчины и женщины, христиане и иудеи. Среди партизан были разные взгляды на будущее Словакии — одни выступали за восстановление Чехословакии, другие поддерживали независимую Словакию без фашистов и нацистов у власти. В основном словацкие партизаны проводили небольшие диверсии: апофеозом их деятельности стало Словацкое национальное восстание 1944 года, когда им оказывали посильную помощь РККА, советские партизаны и бывшие чехословацкие военные. Лидерами восстания были Ян Голиан и Рудольф Виест. Восстание было подавлено немцами при участии венгерских, словацких и украинских коллаборационистских частей, а сами Голиан и Виест были казнены.
Наиболее крупной бригадой была так называемая 2-я чехословацкая партизанская бригада имени Милана Растислава Штефаника (словац. 2. československá partizánska brigáda M. R. Štefánika), командиром которой был Вилиам Жингор и которая насчитывала 1300 человек, среди которых было около 300 человек. После войны Жингор был арестован, осуждён по ложному обвинению в государственной измене и казнён в 1950 году (реабилитирован в 1968 году). Другой крупной бригадой была партизанская бригада Яношик (словац. partizánska brigáda Jánošík), воевавшая в горах Татры и на Ораве.

## Еврейские бригады
В рядах словацкого партизанского движения были бригады, составленные исключительно из евреев: одной из наиболее известных была бригада «Новаки», куда вошли выжившие в одноимённом концлагере узники. Лагерь бригады находился в регионе, где проживало много крестьян и шахтёров, которые были решительными противниками фашистской Глинковой словацкой народной партии и нацистов. Эта бригада установила связь с другими партизанскими частями, договорившись с ними о взаимопомощи. После окончания Второй мировой войны 166 словацких евреев, служивших в партизанских отрядах, были удостоены ордена Словацкого национального восстания.

## Некоторые известные представители
- Кароль Адлер
- Виола Валахова
- Рудольф Врба
- Вилиам Жингор[словац.]
- Ян Ковач[словац.]
- Людовит Кукорелли
- Ян Налепка
- Михал Павлович[словац.]
- Эмиль Перко[словац.]
- Хавива Рейк
- Милош Ухер[словац.]
- Ян Ушяк[словац.]
- Ян Федак[словац.]
- Катарина Хутькова

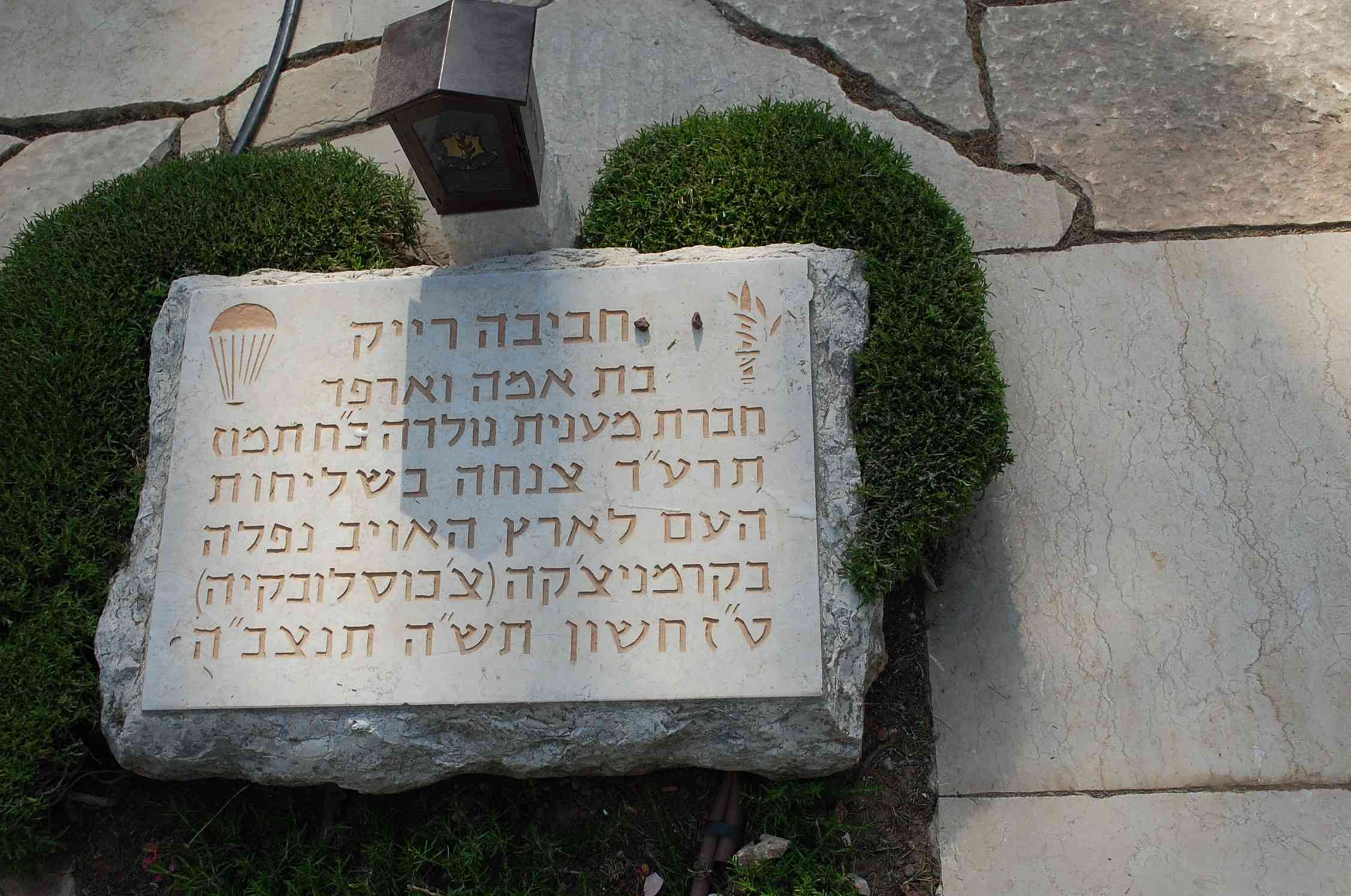
Мемориальная доска в память партизанки Хавивы Рейк
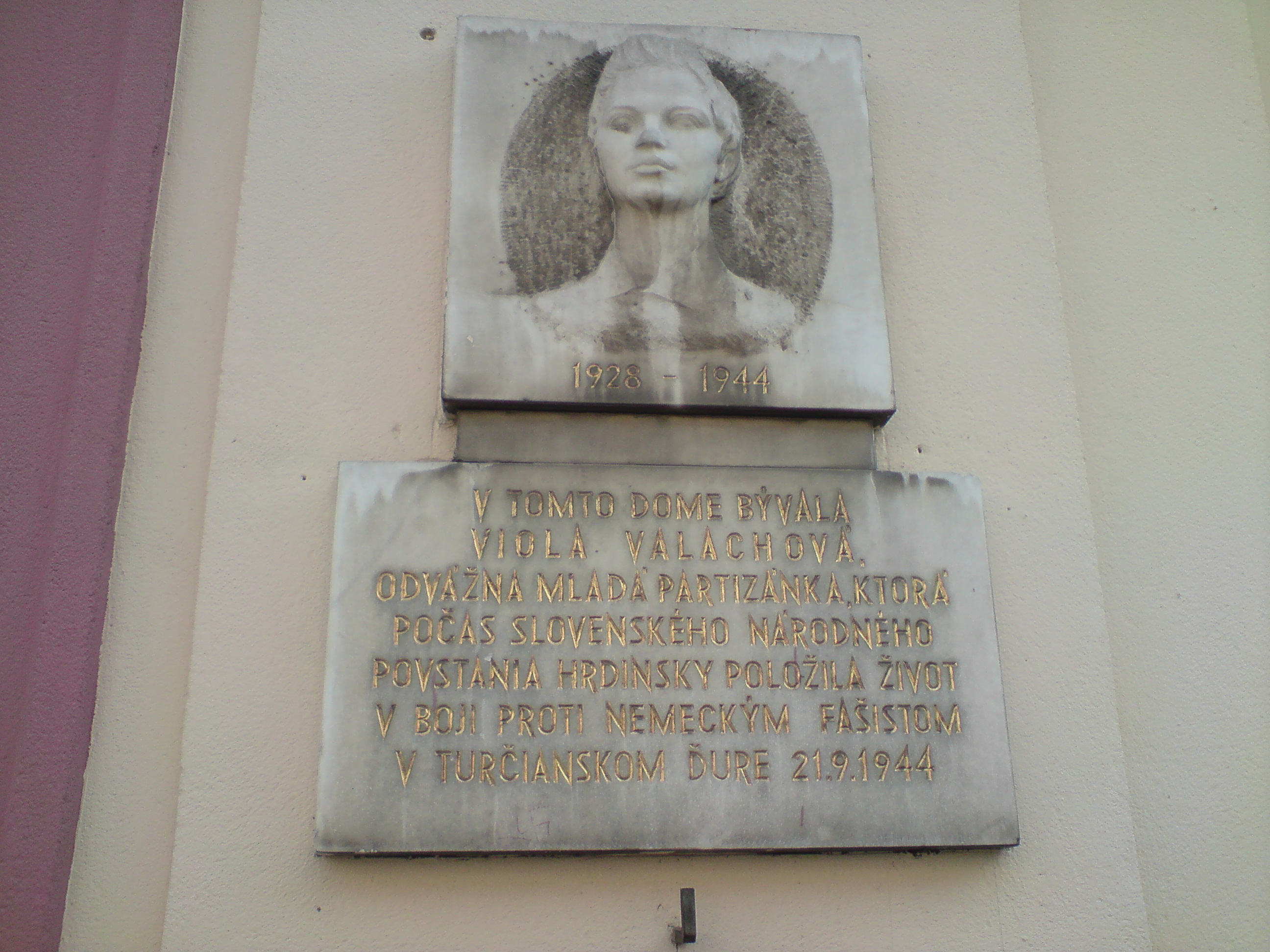
Мемориальная доска в память партизанки Виолы Валаховой
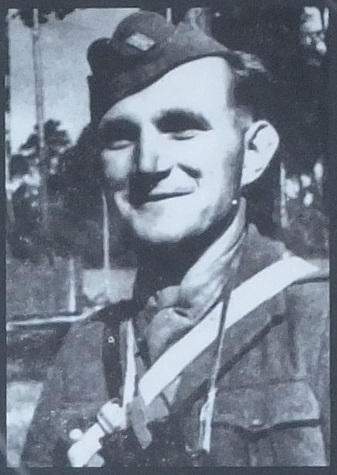
Ян Ушяк[словац.], командир партизанского отряда
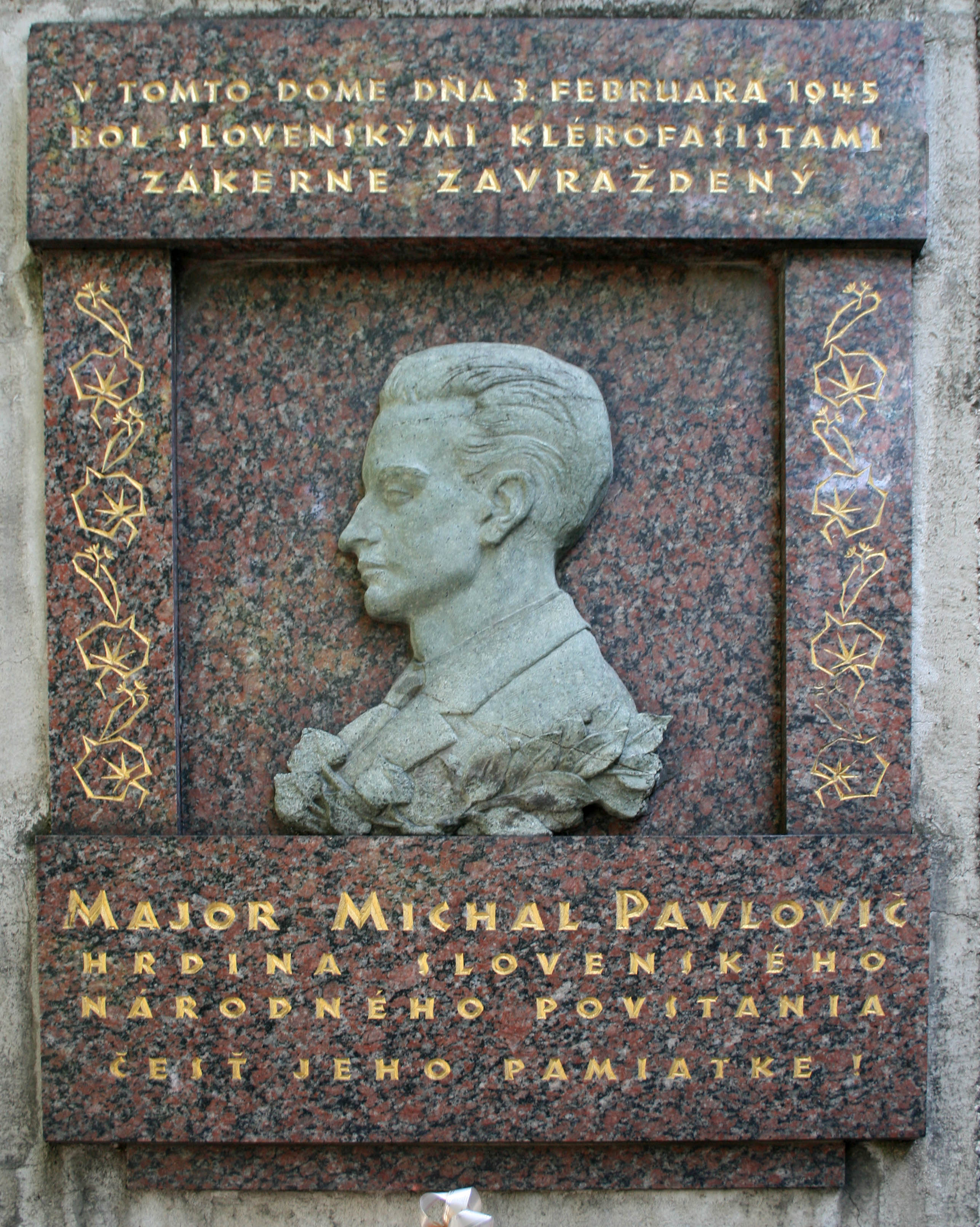
Мемориальная доска в память партизана Михал Павловича[словац.]